# یارکوواتس
یارکوواتس (به صربی: Jarkovac) یک منطقهٔ مسکونی در صربستان است که در Sečanj Municipality واقع شده‌است. یارکوواتس ۱٬۸۱۷ نفر جمعیت دارد و ۵۰ متر بالاتر از سطح دریا واقع شده‌است.